# Lacconectus menglunensis
Lacconectus menglunensis är en skalbaggsart som beskrevs av Michel Brancucci 2003. Lacconectus menglunensis ingår i släktet Lacconectus och familjen dykare. Inga underarter finns listade i Catalogue of Life.